# Boeing Phantom Ray
Boeing Phantom Ray  reaktivno stealth brezpilotno bojno letalo (UCAV), ki ga trenutno razvija Boeing s svojimi lastnimi sredstvi. Prvič je poletel 27. aprila 2001. Phantom Ray je po konfiguracji leteče krilo, poganja ga en turboventilatorski motor General Electric F404-GE-102D. 

## Specifikacije
Vrednosti za X-45 s označene z (*).
Podatki iz  Boeing X-45 page
Splošne značilnosti
- Posadka: 0
- Dolžina: 36 ft (11 m)
- Razpon kril: 50 ft (15 m)
- Maks. vzletna teža: 36.500 lb (16.556 kg)
- Pogon letala: 1 × General Electric F404-GE-102D turbofan

Zmogljivost
- Maks. hitrost: Mach 0,85
- Potovalna hitrost: 614 mph (534 kn; 988 km/h) ; Mach 0,8
- Doseg: 1.500 mi (1.303 nmi; 2.414 km) *
- Višina leta (servisna): 40.000 ft (12.192 m) *